# Hans Gerke (Schriftsteller)
Hans Gerke, auch Jan Gerke, (* 24. November 1895 in Prag; † 18. Mai 1968 in London) war ein deutsch-tschechoslowakischer Autor und tschechoslowakischer Diplomat.

## Leben
Gerke wurde als Sohn eines technischen Beamten geboren. Sein Vater verstarb jedoch früh. Schon als Gymnasiast hatte er Kontakt zum Arco-Kreis um Ernst Polak. Zu seinen Freunden und Mitschülern gehörte Johannes Urzidil. Im März 1913 veröffentlichte Gerke seine deutschsprachige Erzählung Der Ziegelarbeiter. Gerke galt als literarisches Wunderkind, veröffentlichte jedoch keine weiteren größeren Arbeiten. Während des Ersten Weltkriegs kam er 1915 zum Militär und gab seine schriftstellerischen Ambitionen auf. Im Kriegsverlauf lief er in Russland zu den Tschechoslowakischen Legionen über. Erst 1920 kehrte er dann über Japan und Amerika aus Sibirien zurück.
Er nahm ein Studium der Rechtswissenschaften auf und schlug zugleich eine Karriere als Diplomat im Außenministerium der Tschechoslowakei ein. Von 1921 bis 1925 war er Attaché an der Tschechoslowakischen Botschaft in Berlin, an der auch die Schriftsteller Camill Hoffmann und Hermann Ungar tätig waren. 1926/1927 arbeitete er an der Tschechoslowakischen Botschaft in Athen, bevor er wieder im Außenministerium in Prag eingesetzt wurde. 1931 wurde er erster Sekretär der Tschechoslowakischen Botschaft in London und war Vertrauter des Botschafters Jan Masaryk.
Nach dem Einmarsch der Wehrmacht und der Bildung des Reichsprotektorats Böhmen und Mähren durch das nationalsozialistische Deutsche Reich im Jahr 1939 nahm Gerke die britische Staatsangehörigkeit an. Er betätigte sich erfolgreich als Geschäftsmann des Londoner Kaufhauses Marks & Spencer.
Nach Ende des Zweiten Weltkriegs verfasste er noch einige Gedichte in englischer Sprache.

## Werke
- Der Ziegelarbeiter. Emotionen in fünf Teilen, 1913